# Liste der Bodendenkmäler in Lippetal
Die Liste der Bodendenkmäler in Lippetal enthält die denkmalgeschützten unterirdischen baulichen Anlagen, Reste oberirdischer baulicher Anlagen, Zeugnisse tierischen und pflanzlichen Lebens und paläontologischen Reste auf dem Gebiet der Gemeinde Lippetal im Kreis Soest in Nordrhein-Westfalen (Stand: August 2020). Diese Bodendenkmäler sind in Teil B der Denkmalliste der Gemeinde Lippetal eingetragen; Grundlage für die Aufnahme ist das Denkmalschutzgesetz Nordrhein-Westfalen (DSchG NRW).
| Bild                                | Bezeichnung                               | Lage                          | Beschreibung | Bauzeit | Eingetragen seit | Denkmal- nummer |
| ----------------------------------- | ----------------------------------------- | ----------------------------- | --- | ------- | ---------------- | --------------- |
| BW                                  | einzeln liegender Grabhügel               | Heintrop Karte                | Bei dem Grabhügel handelt es sich um Bestattungen der späten Jungsteinzeit (ca. 2000 – 1500 v. Chr.) und der nachfolgenden älteren Bronzezeit. Er stellt für die frühe Besiedlung des hiesigen Raumes eine wichtige Quelle dar und ist von daher für die Geschichte der Menschen von Bedeutung. |         | 24.11.1988       | B 1             |
| BW                                  | zwei dicht beieinander liegende Grabhügel | Lippborg Stockumer Holz Karte | Bei dem Grabhügel handelt es sich um Bestattungen der späten Jungsteinzeit (ca. 2000 – 1500 v. Chr.) und der nachfolgenden älteren Bronzezeit. Sie stellen für die frühe Besiedlung des hiesigen Raumes eine wichtige Quelle dar und sind von daher für die Geschichte der Menschen von Bedeutung. |         | 19.04.1990       | B 2             |
| Wallburg Havixbrock (Germanenlager) | Wallburg Havixbrock (Germanenlager)       | Lippborg Karte                | Bei der Wallburg Havixbrock (Germanenlager) handelt es sich um eine Burg, die wahrscheinlich zwischen 800 und 1000 nach Christus bestanden hat und in die man im hohen Mittelalter nachträglich eine kleinere Burg hineingebaut hat. Bei den Wallburgen der karolingischen und ottonischen Zeit handelt es sich um Burgen, die in den Kriegen zwischen Franken und Sachsen um 800 und wegen der äußeren Bedrohung des Reiches im 9. und 10. Jahrhundert entstanden sind. Diese sind für die weitere Entwicklung dieses Raumes und damit auch für die hier wohnenden Menschen von großer Bedeutung gewesen. Für eine Erhaltung sprechen wissenschaftliche Gründe, da nur durch eine eventuelle Ausgrabung neue historische Quellen erschlossen werden können, die auf einem anderen Wege nicht zu erhalten sind. |         | 23.11.1988       | B 3             |
| Bröggel Turmhügelburg               | Bröggel Turmhügelburg                     | Lippborg Bröggel Karte        | |         | 24.11.1988       | B 4             |
| BW                                  | Landwehrteilstück                         | Herzfeld/Beckum Karte         | Bei dem Landwehrteilstück handelt es sich um eine alte Territorialgrenze mit Grenzwällen, die für die mittelalterliche Entwicklung der Kirchspiele bzw. Gemeinden von großer Bedeutung gewesen ist. Bei den Landwehren ist festzuhalten, dass sie im mittelalterlichen Wegenetz eine nicht unwesentliche Rolle spielten, da die Straßen nur an bestimmten leicht zu kontrollierenden Stellen, diese durchquerten. Für eine Erhaltung sprechen wissenschaftliche Gründe, da Aufbau und Konstruktion kaum bekannt sind und der Erforschung bedürfen. Nur hierdurch wird in der Regel sich das Alter näher bestimmen lassen. |         | 24.11.1988       | B 5             |
| Landwehrteilstück                   | Landwehrteilstück                         | Herzfeld/Lippborg Karte       | |         | 24.11.1988       | B 6             |
| BW                                  | Schloss Hovestadt                         | Hovestadt Karte               | Das Bodendenkmal „Schloss Hovestadt“ besteht aus den erhaltenen Gräftenanlagen und den innerhalb der Grenzen vorhandenen Freiflächen, in denen mit den Resten der Vorgängerbebauung des heutigen Schlosses zu rechnen ist. |         | 13.07.1994       | B 7             |
| BW                                  | Gündewigs Hügel                           | Lippborg Karte                | |         | 21.10.1997       | B 8             |
| BW                                  | einzeln liegender Grabhügel               | Heintrop Karte                | Bei dem Grabhügel handelt es sich um Bestattungen der Jungsteinzeit und der älteren Bronzezeit (ca. 3000 – 1500 v. Chr.). Er stellt für die frühe Besiedlung des hiesigen Raumes eine wichtige Quelle dar und ist von daher für die Geschichte der Menschen von Bedeutung. |         | 27.06.1990       | B 9             |